# Hedviga de Habsburg
Hedviga de Habsburg (în germană Hedwig sau Heilwig; n. 1253, Rheinfelden⁠(d), cantonul Aargau, Elveția – d. 1303, Margrafiatul Brandenburg, Sfântul Imperiu Roman) a fost membră a Casei de Habsburg. Din 1279 până în 1285/1286 a fost căsătorită cu margraful Otto al VI-lea de Brandenburg-Salzwedel din Casa de Ascania.

## Origine
Tatăl ei a fost contele Rudolf al IV-lea de Habsburg, iar mama, prima soție a acestuia, Gertruda de Hohenberg. Fiind al cincilea dintre cei zece copii ai lui Rudolf, anul nașterii ei nu este cunoscut, dar este plasat de istorici între 1258 și 1261. Habsburgii au fost o familie relativ nesemnificativă înainte ca Rudolf să fie ales rege romano-german în 1273. Habsburgii au devenit apoi dinastia conducătoare a Sfântului Imperiu Roman.
Fratele Hedvigăi, Albert, a succedat tatălui său ca rege romano-german. Surorile ei s-au căsătorit cu prinți puternici din Sfântul Imperiu Roman, susținători ai regelui Rudolf I:
- Matilda cu Ludovic cel Strict, duce al Bavariei Superioare,
- Caterina cu Otto al III-lea, duce al Bavariei Inferioare,
- Clemența cu Carol Martel, rege titular al Ungariei,
- Agnes cu ducele Albert al II-lea de Saxa-Wittenberg,
- Iudita (Guta) cu regele Venceslau al II-lea al Boemiei.

## Căsătorie
În cursul negocierilor de pace de la Kolin din 1278 au fost stabilite căsătoriile copiiilor lui Rudolf I (Iudita și Rudolf) cu cei ai regelui Ottokar al II-lea (Venceslau și Agnes) și căsătoria dintre Hedviga și Otto al VI-lea de Brandenburg-Salzwedel (1264–1303), fiul margrafului Otto al III-lea de Brandenburg din Casa de Ascania, și al surorii aceluiași Ottokar.
În 1279 Otto a fost ridicat la rang de cavaler la Viena. Apoi cei doi s-au căsătorit în Biserica dominicanilor din Viena.
Pe baza documentelor existente s-a stabilit că Otto, care din 1280 preluase guvernarea posesiunilor Ascanienilor, s-a aflat deseori la curtea socrului său.
Probabil din căsătoria lui Otto cu Hedviga nu au rezultat copii.
Documentele dovedesc că Hedviga era încă în viață în ultima săptămână a lunii ianuarie din anul 1285 când a participat la sfințirea Bisericii minoriților din Eger. Cu această ocazie a avut loc și ceremonia înfeudării soțului ei, Otto al VI-lea. Prezente la această ceremonie au fost surorile Hedvigăi: Agnes de Saxonia și Iudita, regina Boemiei.
Pe 27 octombrie 1286, dată la care Hedviga murise deja, soțul ei a renunțat la Margrafiatul Brandenburg în favoarea fratelui său. El s-a alăturat Ordinului Templierilor însă după scurt timp s-a retras la Abația cisterciană Lehnin din Brandenburg unde a murit. Tot acolo a fost înmormântat lângă soția sa, Hedviga.